# Coupés bien net et bien carré
Albums de Sandrine Kiberlain
Manquait plus qu'ça
(2005)
Coupés bien net et bien carré est le deuxième album de l'actrice française Sandrine Kiberlain sorti le 1er octobre 2007 sur le label Virgin Music France/EMI.

## Historique
Cet album a été produit et réalisé par Dominique Blanc-Francard.

## Liste des titres
Tous les textes sont écrits par Sandrine Kiberlain. Elle s'est entourée pour la composition d'Étienne Daho, de Mickaël Furnon (Mickey 3D), de Camille Bazbaz et de Pierre Souchon (fils d'Alain Souchon)
1. Il Ose – Sandrine Kiberlain / Étienne Daho
2. Je t'offre – Sandrine Kiberlain / Pierre Souchon
3. La Chanteuse – Sandrine Kiberlain / Mickaël Furnon
4. Y'en a pas un pour rattraper l'autre (duo avec Camille Bazbaz) – Sandrine Kiberlain / Camille Bazbaz
5. À tous les étages – Sandrine Kiberlain / Pierre Souchon
6. Coupés bien net et bien carré – Sandrine Kiberlain / Camille Bazbaz
7. Pluvieux – Sandrine Kiberlain / Camille Bazbaz
8. Je m'appelle Edouard – Sandrine Kiberlain / Pierre Souchon
9. Bonne figure – Sandrine Kiberlain / Pierre Souchon
10. Perfect Day – Sandrine Kiberlain / Etienne Daho
11. Parlons plutôt de vous – Sandrine Kiberlain / Camille Bazbaz

## Classement hebdomadaire
| Classement (2007)            | Meilleure position |
| ---------------------------- | ------------------ |
| Belgique (Wallonie Ultratop) | 56                 |
| France (SNEP)                | 29                 |

1. ↑  Ultratop.be – Sandrine Kiberlain – Coupés bien net et bien carré. Ultratop 200 albums. Ultratop et Hung Medien / hitparade.ch.
2. ↑  Lescharts.com – Sandrine Kiberlain – Coupés bien net et bien carré. SNEP. Hung Medien.